# Scanzano Jonico
Scanzano Jonico község (comune) Olaszország Basilicata régiójában Matera megyében.

## Fekvése
A Tarantói-öböl partján fekszik, a megye délnyugati részén. 

## Története
1974-ig Montalbano Jonico része volt.

## Népessége
A népesség számának alakulása:

## Főbb látnivalói
- San Giuseppe-templom
- SS. Medici-templom
- Santa Maria dell’Annunziata-templom
- San Giulio I Papa-templom
- Palazaccio (egykori bárói palota)